# Trem das Onze
Trem das Onze (Figlio unico nella versione in italiano), è una canzone composta da Adoniran Barbosa.

## La storia

### Origine
Il titolo che ha dato origine alla canzone di Barbosa, fa riferimento alla tranvia della Cantareira, oggi soppressa. Il quartiere di Jaçanã, situato a nord della città di San Paolo, sostituisce Santo André, città cui si riferirebbe il compositore, poiché "rimava meglio".
La canzone è stata premiata al Carnevale di Rio de Janeiro del 1964 (Prêmio de Músicas Carnavalescas do IV Centenário do Rio de Janeiro), registrata da Demônios da Garoa, vincendo il Premio per la musica di carnevale per il IV Centenario di Rio de Janeiro, oltre ad essere stata scelta dalla popolazione di San Paolo in un concorso della Rede Globo, essendo stata inserita tra i 10 più grandi successi della musica popolare brasiliana di tutti i tempi.

### Il successo
La canzone è divenuta popolare grazie all'interpretazione del gruppo Demônios da Garoa.

## La canzone

### Testo e traduzione
(Trem da Onze, testo di Adoniran Barbosa)